# Corona Band
De Corona Band is een in Nederland gevestigde Surinaamse muziekformatie.
De band werd in december 2007 opgericht als Coronie Band en is vernoemd naar het district Coronie in het noordwesten van Suriname, waar vrijwel alle leden vandaan komen. De groep werd in Rotterdam opgericht door enkele musici die in Suriname in The Melody Travellers optraden. De naam werd in maart 2008 gewijzigd in Corona Band, omdat Coronie Band de naam van een andere band is geweest. De bandleider is de trompettist Clifton Ost, de zoon van tromepttist Gusje Ost, en de muzikaal leider en leadzanger is Wendel (Haroen) Bendt.
De groep geeft optredens tijdens grote evenementen in Nederland, zoals tijdens Ketikoti-vieringen in Rotterdam en Kwakoe in Amsterdam, en op podia als RASA in Utrecht. Daarnaast gaat ze geregeld naar Suriname, zoals voor optredens tijdens de nieuwjaarsvieringen in bijvoorbeeld 2014 en 2020 en de Ketikoti-viering van 2019. Het tienjarig jubileum werd ook in Suriname gevierd, met een feest in Hotel Torarica.
In mei 2017 lanceerde de groep het lied Kom uit de kast, waarmee ze een hit in Nederland en Suriname had. Het werd geschreven door Jan Bruyning om de zichtbaarheid van en het begrip voor de lhbt-groep in Suriname te vergroten. Nog diezelfde zomer werd een groep Surinaamse en Nederlandse artiesten geformeerd die het lied gezamenlijk als een Allstars-versie coverden. Hiervoor werd een videoclip uitgebracht onder regie van Jörgen Raymann en Gino Refos, onder muzikale eindverantwoordelijkheid van Harto Soemodihardjo. De officiële lancering van de clip vond plaats in Paramaribo.